# 韩国医疗体系

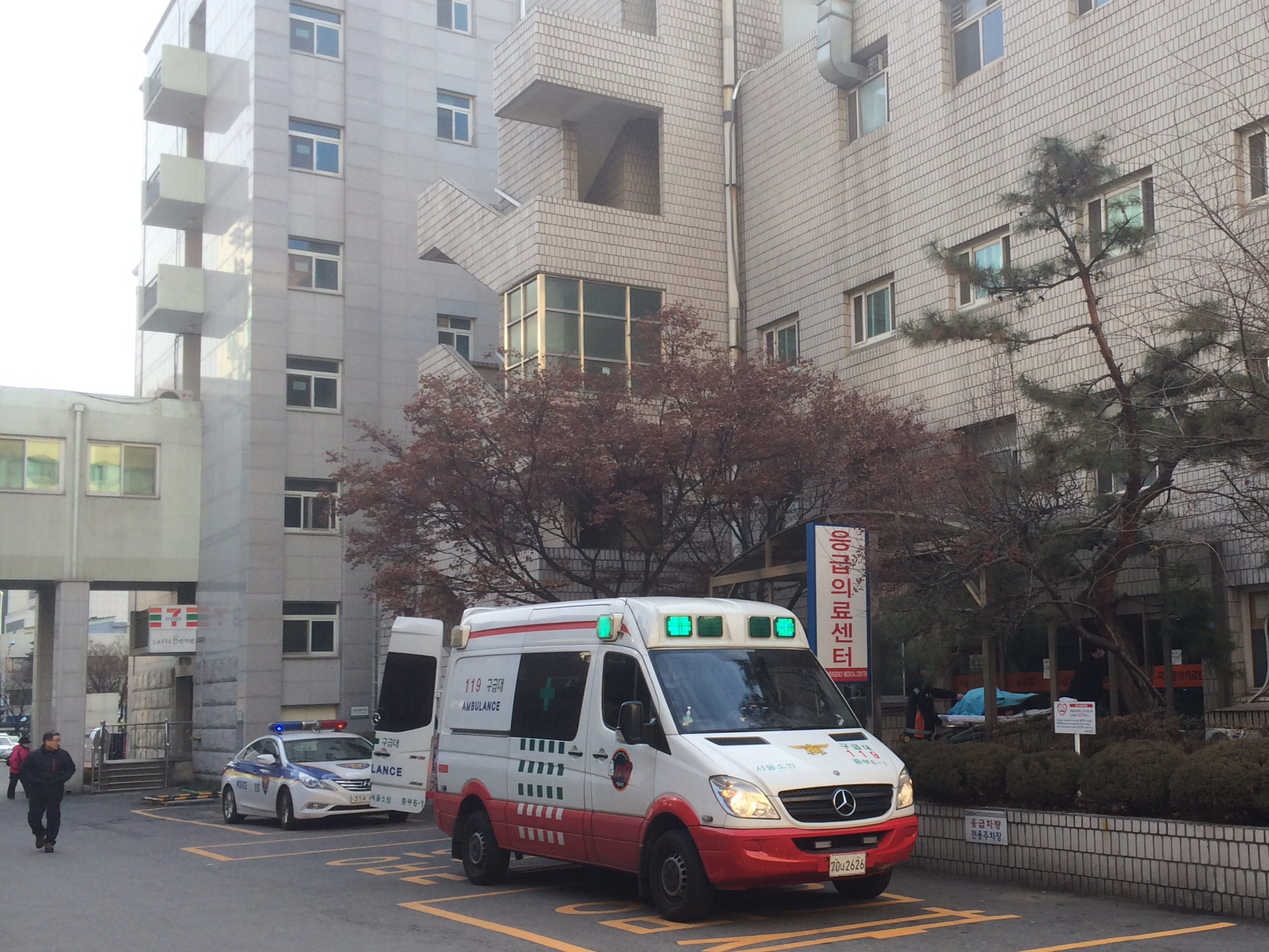
首尔国家医疗中心前的救护车

韩国医疗体系是全民化的医疗保健，尽管其中很大一部分的医疗保健是私人资助的。其医疗保健系统基于国民健康保险服务，是由卫生和福利部运营的公共健康保险计划，有足够收入的韩国人必须向政府缴纳自己及其家属的保险費。另有医疗援助计划，是由中央政府和地方政府共同实施的一项社会福利计划，主要是为那些无法缴纳国民健康保险费的人提供保险。2015年，韩国的医疗保健普及性在经合组织中排名第一。韩国的医疗保健满意度一直位居世界前列，韩国医疗保健系统被彭博社评为第二高效的医疗保健系统。

## 历史
1953年朝鲜战争结束后，韩国的医疗基础设施和医疗保健体系备受关注。为了帮助韩国重新恢复医疗体系，明尼苏达大学和首尔国立大学于1955年至1961年启动了明尼苏达项目。该项目使韩国卫生专业人员熟悉了医学方法，并培养了新一波的卫生领导者。它还增加了公众对基础卫生设施的了解，并由该部门组织了医院，该项目圆满成功。因此，明尼苏达项目被认可，并将韩国的医疗保健行业推向现在。
1963年12月，韩国实施了第一部健康保险法：《医疗保险法》。促使公司能够自愿为其员工提供健康保险。 在1977年，法律被修改为强制医疗保险。朴正熙总统还强制要求雇员在500人及以上的企业购买雇员医疗保险，并推出了为低收入公民提供医疗服务的医疗援助计划。随后，1979年为政府工作人员提供保险，1981年为个体经商户提供保险。 覆盖范围继续扩大，在 短短12年内，1989年国民健康保险(NHI) 扩展到整个国家，为所有公民提供全民医疗保健。
2000年，国民健康保险服务（NHIS）成立，将所有健康保险合并为单一的国民健康保险公司。截至2006年，大约 96.3% 的韩国人参加了国民健康保险计划（57.7% 的雇员参保，38.6% 的个体经营者参保），而其余 3.7% 的人口则参加了医疗援助计划。

## 比较
韩国的医疗保健系统一直位居世界前列。它拥有经合组织最高的结肠直肠癌存活率，为 72.8%，远远领先于丹麦55.5% ，英国54.5%。它以76.8%的宫颈癌存活率排名第二，明显领先于德国64.5%和美国62.2% 。以一百人为例，韩国出血性中风30天院内死亡率为13.7人，是经合组织中第三低，这几乎是美国 22.3 人或法国 24人死亡人数的一半。在缺血性中风中排名第二，死亡人数平均为3.4人，几乎是澳大利亚平均 9.4人或加拿大 9.7人死亡人数的三分之一。在经合组织中，韩国医院的人均核磁共振设备在经合组织中排名第4，人均CT 扫描仪数排名第 6 。它还拥有经合组织第二大医院床位，每 1000 人拥有 9.56 张病床，是瑞典2.71张、加拿大2.75张、英国2.95张或美国3.05 张病床的三倍以上。

## 健康保险制度
1977 年的《国民健康保险法》引入了社会健康保险，该法案为大公司的产业工人提供健康保险。 1979年，该计划扩大到包括其他工人，例如政府雇员和私人教师。此后，该计划逐步向公众推出，最终在1989年实现全民覆盖。尽管能够实现全民医疗保健，但这一计划在社会内部造成了更多的公平问题，因为它根据地理位置和就业类型等人口因素将人们分成了不同的类别。这些不同的群体最终从各自的医疗保健提供者那里获得了不同的保险。。
医疗保健系统最初依靠非营利性保险协会来管理和提供健康保险。从1977年到1989年，随着该方案扩大，政府决定允许不同的保险协会为不同的人群提供保险，以尽量减少政府对健康保险系统的干预。这最终导致了一个非常低效的系统，产生了超过350多个不同的健康保险协会。 此后，2000年的重大医疗财政改革将所有医疗组织都合并为国家健康保险局（NHIS）。在2004年，这个新的健康保险集团变成了单一支付医疗服务。之所以拖延四年，是因为立法机构在如何正确评估自营职业者以确定其缴费方面存在分歧。
该保险制度的资金由缴费、政府补贴和烟草附加费为主，国家健康保险公司是主要的监督机构。截至2021年1月1日，合理的保险费用（包括长期护理保险）约为月工资的7.65%（目前每月缴费上限为704.79万韩元，2022年可能发生变化）;由雇主和雇员平均分配，各占约3.825%。员工对国家健康保险计划的缴费可以在计算应税收入所得额度中扣除。国家政府提供资金总额的14%，烟草附加费占资金的6%。健康保险总支出占国内生产总值的比例从2000年的4.0%上升到2014年的7.1%。
由保健福祉部（韩国）健康保险公司负责通过国家健康保险服务提供医疗保健。韩国人被要求必须通过工资税向国家健康保险局缴费，为自己及其家属投保。平均从雇员的月收入中扣除5%的工资，由雇员和雇主之间共同承担。自营职业者必须根据其收入水平通过税收支付保险费。无力支付国民健康保险费的低收入家庭通过医疗援助计划获得健康保险。该计划由中央政府和地方政府共同出资，由地方政府选择受益人。
2014年，人均卫生总支出为2，531美元，而全球平均卫生支出水平为1058美元，政府人均卫生支出为1368美元。
根据NHIS的一项调查，77%的人口拥有私人保险。这是因为使用国家卫生计划最多占每项医疗费用的60%。

## 医院

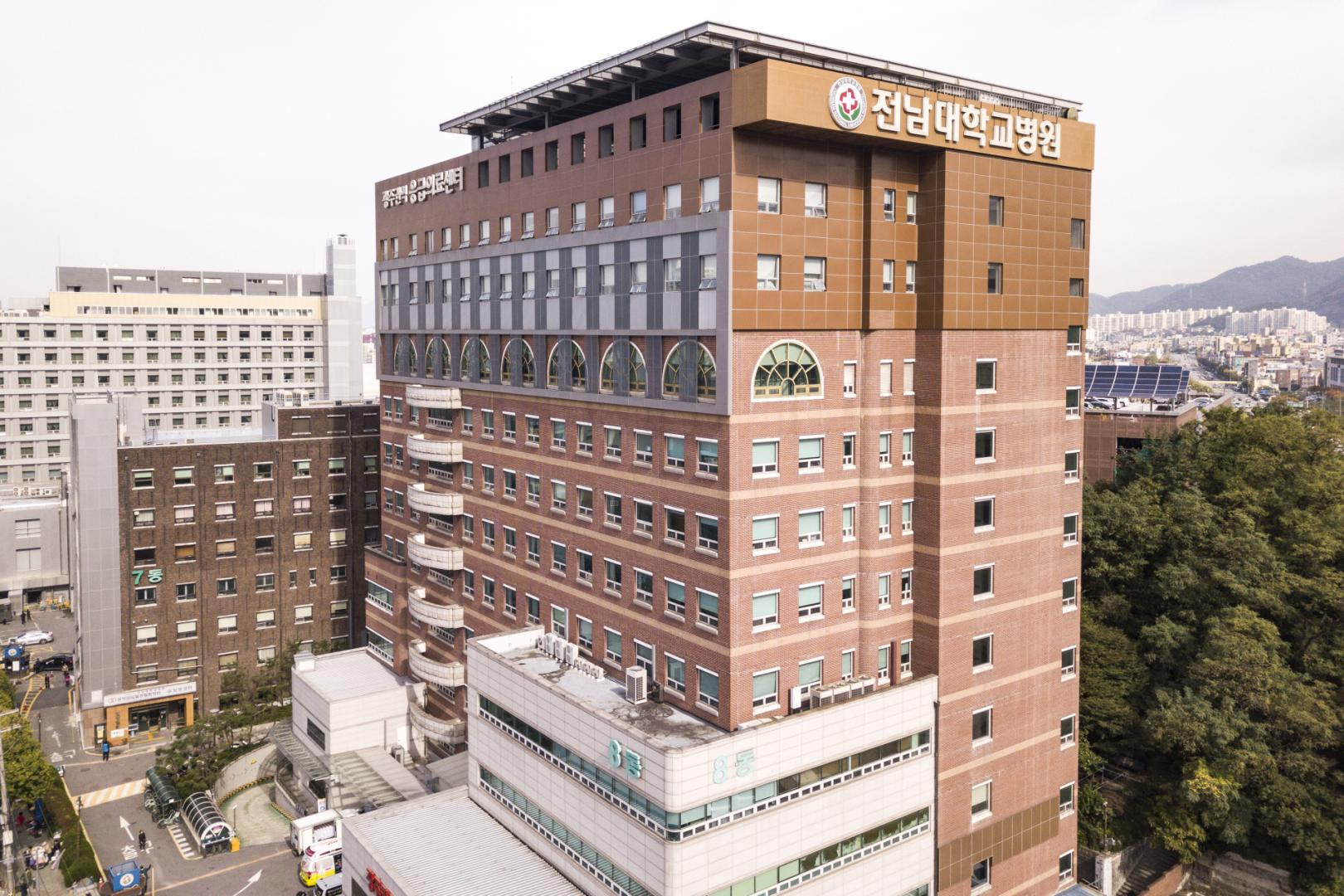
全南大學醫院

韩国平均每1000人中拥有10张病床，远高于经合组织国家平均1000人5张的水平。   根据Mark Britnell的说法，医院在卫生系统中占主导地位。94% 的医院（88% 的床位）为私人所有。43家三级医院中有30家由私立大学经营。还有10所由公立大学经营。付款方式是按服务收费的。政府对医院没有直接补贴。这鼓励了医院的扩大，但是阻碍了社区服务。
韩国国际医学协会的成立是为了鼓励医疗旅游。2013 年有近40万名使用医疗名义的游客访问了韩国，预计到2020年这一数字将增加到100万 。与在美国进行手术相比，如果在韩国接受治疗，患者可以节省30% 到85%的费用 。 据报道，由于翻译和机场接送等定制服务，一些韩国医院在对向外国患者收费高于本地患者。因此，一些医疗游客抱怨这是不公平的。